# 슈바벤

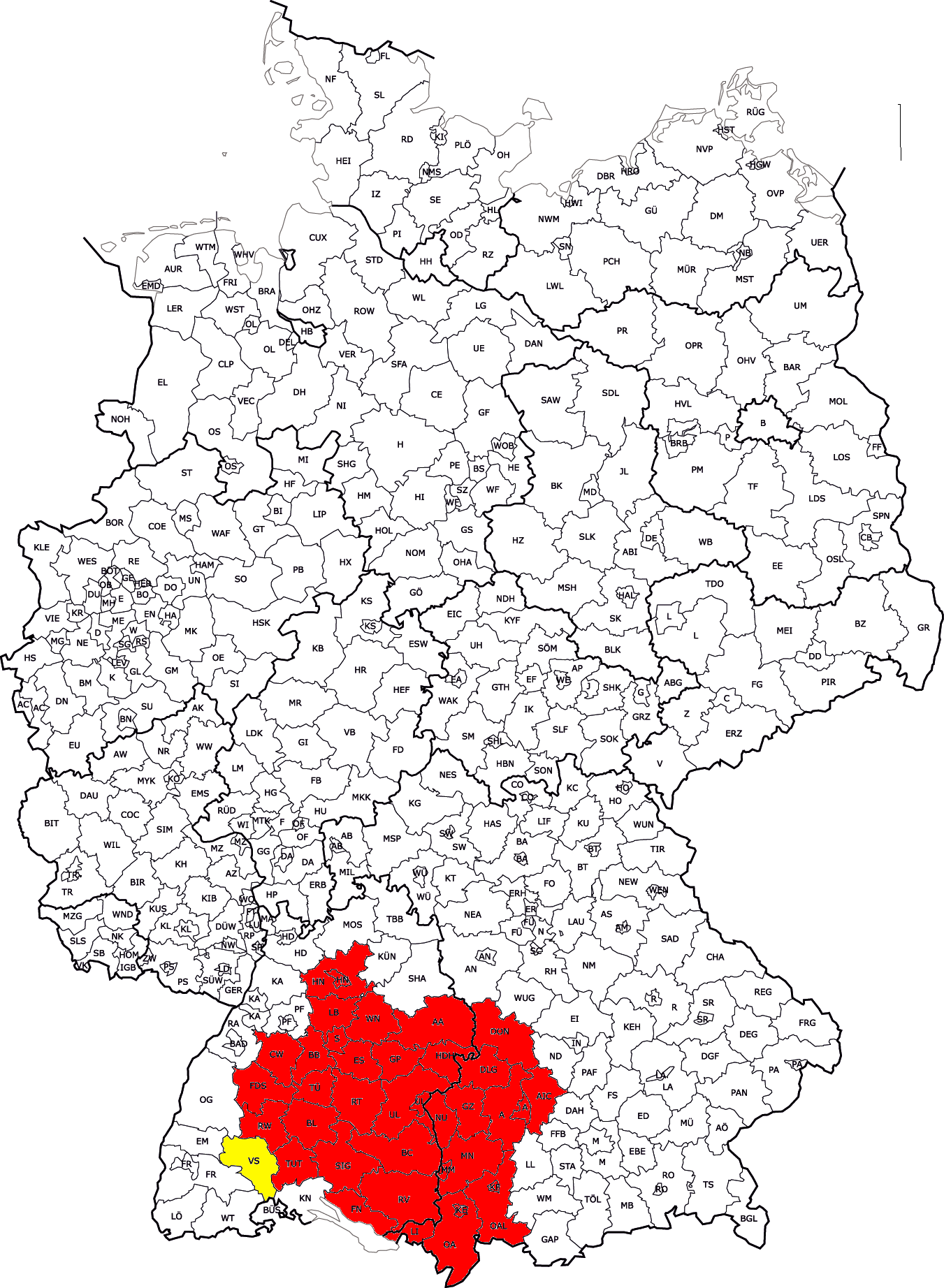

슈바벤(독일어: Schwaben)은 독일 남부의 역사적인 지역명이다. 스와비아(Swabia)라고 부르기도 한다.
슈바벤의 영역은 명확하지 않고, 시대에 따라 변화가 있으나 대체로 현재의 바덴뷔르템베르크주 남부와 바이에른주 서남부 일대를 포함하는 지역이며, 넓은 범위로는 프랑스 알자스 지방, 스위스 북부, 오스트리아 서부까지 포함된다. 명칭은 고대 게르만 부족인 수에비족(Suebi, Suevi)에서 유래한다. 수에비족은 본래 발트해 근처 엘베강 일대에 있었고, 로마 시대에 발트해는 수에비의 바다라는 뜻의 'Mare Suebicum'라는 이름으로 알려졌다. 수에비족은 서남쪽으로 남하하여, 라인강·도나우강 상류지역과 보덴호 주변 지역에 들어와 알레마니족과 함께 세력을 넓혔다. 이들은 496년 프랑크 왕국에 정복되었다. 처음에는 알레만 공작의 지배를 받다가 911년 동프랑크 왕국의 슈템 공작령의 하나인 슈바벤 공작령이 형성되었다. 1079년부터 호엔슈타우펜 왕가 출신의 군주가 다스렸고, 이후 슈바벤이라는 지명도 널리 쓰이게 되었다. 1152년 슈바벤 공작 프리드리히 3세가 프리드리히 1세로 신성 로마 제국 황제로 선출되어 슈바벤의 세력도 확대되었다. 1268년 콘라딘의 죽음으로 호엔슈타우펜 왕가의 남자 혈통이 끊어지자 합스부르크 왕가의 세력하에 있다가 1313년 슈바벤 공작의 칭호는 폐지되었다.
이후 슈바벤은 여러 봉건제후령에 귀속되거나 제국도시로 분열되었다. 1331년 울름·아우크스부르크를 중심으로 한 22개 제국도시가 슈바벤 도시동맹을 결성하였고, 이후 슈바벤 지역의 여러 도시와 기사령 등이 연합하는 동맹이 형성되고 그 사이에 분쟁이 일어나기도 했다. 종교 개혁으로 동맹은 해체되었고, 다만 19세기 초, 신성 로마 제국이 몰락하기 전까지 제국 크라이스(Schwäbischer Reichskreis)로 설정되어 있었고, 제국 의회에도 의석을 보유하고 있었다. 이후 슈바벤 제국 크라이스 영역은 바덴·뷔르템베르크·호엔촐레른·바이에른에 귀속되었다.
현재는 슈바벤의 지역명칭은 바이에른주의 하위 행정구역의 하나인 슈바벤 현에만 사용되고 있으나, 슈바벤은 특색을 간직한 전통적인 지역으로 여전히 유명하다. 고지 독일어의 일파인 알레만어의 방언 중 하나인 독특한 슈바벤 방언으로도 알려져 있다.

## 같이 보기
- 노이슈바벤란트
- 슈바벤 동맹